# Moenkhausia intermedia
Moenkhausia intermedia es una especie de peces de la familia Characidae en el orden de los Characiformes.

## Morfología
Los machos pueden llegar alcanzar los 8 cm de longitud total.

## Hábitat
Vive en zonas de clima tropical entre 23 °C - 27 °C de temperatura.

## Alimentación
Es omnívoro y come, preferentemente, crustáceos pequeños.

## Distribución geográfica
Se encuentran en Sudamérica: cuencas de los ríos  Amazonas, Orinoco,  de la Plata,  Approuague ,  Maroni y  Mana.

## Observaciones
Puede saltar fuera del agua para escabullirse de sus depredadores.